# リカちゃんキャッスル
リカちゃんキャッスル（英：Licca Castle）は、日本の福島県田村郡小野町にあるタカラトミー（旧タカラ）発売の着せ替え人形・リカちゃんの工場および展示施設である。館内には1967年（昭和42年）に発売された初代リカちゃん以来の歴代の製品を展示するミュージアムが併設されており、企業博物館としての側面も有している。
運営はリトルファクトリー株式会社が行っており、1993年（平成5年）のオープンから歴代の小野町町長が名誉館長を務めている。

## 沿革
リカちゃんキャッスル（以下「キャッスル」）の前身は旧タカラの福島工場で、主にリカちゃんやジェニー等の人形の生産を行っている一部門であったが、後に分社化されタカラいわき工業株式会社となった。1993年（平成5年）5月3日、工場施設をリカちゃんの製造工程見学および歴代製品の展示に特化した日本で唯一となる人形のオープンファクトリーとして新装オープン。現在では小野町の観光名所かつランドマーク的存在となっており、キャラクターとしてのリカちゃんはキャッスルのオープンに合わせて小野町から名誉町民に相当する「町おこしプリンセス」に任命された。以降、町とキャッスルは観光や地域雇用に於いて積極的な連携を行っており、一例として小野町に伝わる小野小町伝説にちなむ十二単を着た「小野小町リカちゃん」をキャッスルで製造・販売したり2013年（平成25年）にキャッスルのオープン20周年を記念して町がリカちゃんファミリーの特別住民票を発行したりしている。
運営会社のタカラいわき工業は旧タカラと旧トミーが合併する直前の2006年（平成18年）2月にマネジメント・バイアウト（MBO）により資本的には旧タカラから独立した。この際に社名も施設名と同じリカちゃんキャッスル株式会社へ変更したが、2011年（平成23年）1月1日には現在のリトルファクトリー株式会社へ再度変更されている。OEMとしてはタカラトミー社向け商品の製造以外に、株式会社スターの製品や株式会社アゾンインターナショナルの製品の製造をヘッドの彩色と植毛のみ等、一部のパーツ製造のみの場合も含み請け負っている。これら他社商品を製造している様子も公開されており、後述の見学通路から見ることができる。
以前はキャッスルの近辺にある仕出し弁当店で「リカちゃんおべんとう」が販売されていたこともあったが、2010年（平成22年）2月に閉店した。

## 施設
リカちゃんやジェニーを生産している様子をガラス張りの通路から見学できる。他に歴代のリカちゃんを展示したミュージアムや男児向けのトミカ・プラレールコーナー、リカちゃんキャッスルオリジナルの人形やお土産を販売する売店を併設している。「キャッスル」の名の通り建物はヨーロッパの城のような外観となっており、キャッスル付近の橋にはリカちゃんの銅像が立っている。
旧タカラは1996年（平成8年）頃より人形の生産拠点の中心を中国に移したが、それ以降もキャッスルでは独自に仕上げの良いリカちゃんやジェニー、そのフレンドドールを製造して直販している。2007年には中国に自社縫製工場を開設し、良質なドレスの生産も開始した。キャッスル製の人形には様々なバリエーションがあり、「キャッスルリカ」「キャッスルジェニー」と呼ばれる。
2007年（平成19年）には「リトルファクトリー」というサービスを開始した。顧客がリカちゃんやジェニー等のヘッドを自由に選択し、そこに好きな髪型をリクエストして再現してもらう、いわば人形のセミオーダーメイドとも呼べるシステムと、顧客の手持ちの人形の顔の塗装や髪型を修繕する、人形のリペアシステムが組み合わさったものである。サービス開始後はキャッスルの店内に留まらず、キャラバン隊として従業員が全国を回り、東京等で行われるドールイベントにも積極的に参加して受注及び出張販売を行っている。
2014年（平成26年）8月1日には、大人のためのドールショップ「リカちゃんキャッスルのちいさなおみせ」を東京都中央区日本橋にオープンした。同店ではリカちゃんキャッスルやイベントでは販売されていないオリジナル商品も販売している。
2017年（平成29年）5月3日、リカちゃん誕生50周年に合わせ、リカちゃんキャッスルのリニューアルオープンセレモニーが催された。

## アクセス
- 963-3401 福島県田村郡小野町小野新町中通51-3

JR磐越東線（ゆうゆうあぶくまライン）小野新町駅から北西へ徒歩10分
磐越自動車道・小野インターチェンジから南東へ5分